# Epistenia regalis
Epistenia regalis är en stekelart som beskrevs av Cockerell 1934. Epistenia regalis ingår i släktet Epistenia och familjen puppglanssteklar. Inga underarter finns listade i Catalogue of Life.